# Lamont, Oklahoma
Lamont är en ort i Grant County i delstaten Oklahoma, USA.